# 日本基督教团札幌教会
日本基督教团札幌教堂（日语：／），是位于北海道札幌市中央区北1条东1丁目的日本基督教团下属的教堂。教堂坐落于流经札幌市中心的创成川河畔。
该教堂建于明治时期，具有相当高的文物价值。因该教堂是循道宗的教堂，因此也被成为“旧札幌美以（Methodism之音译）教堂”。札幌著名的地标建筑札幌市钟楼也在该教堂附近。

## 概要
创办于1876年（明治9年）的札幌农学校（现为北海道大学）招收的第一期学生共14人，当时在该校首任校长克拉克博士讲解《圣经》的感召下，邀请当时日本循道宗教会派驻在函馆的传教士前来札幌市对他们进行洗礼。这批学生在1877年9月7日接受洗礼后，成为了该教会的第一批信徒。12年后的1889年9月7日（该批信徒的受洗纪念日），“札幌美以教堂”落成。第一代的教堂是木结构建筑，坐落于札幌市中央区南1条西2丁目。这座教堂的历史仅次于函馆和小樽的教堂，是北海道历史上第三座循道宗教堂。
1903年4月，第一代木结构因火灾被烧毁，随即建成的第二代教堂于1904年12月竣工，也就是现存的石造教堂。该教堂的设计者是当时北海道厅土木课技术人员间山千代胜。此外，札幌农学校第1期毕业生，并且日后担任北海道帝国大学首任校长的佐藤昌介也全面参与了教堂的建造。建造教堂的石材主要来自札幌当地的札幌软石。
教堂西侧紧邻创成川沿岸的创成川通，仅有西侧建有罗马式高塔。教堂正面入口处有圆拱形门廊，屋顶的十字架，以及玫瑰窗等细节均带有哥特风格的特征。教堂内部的讲台两侧立柱模仿竖琴的造型，整体平面为拉丁十字形。教堂屋顶为蓝色，还有色彩丰富的彩色马赛克玻璃窗。教堂总建筑面积为233平方米。
1941年，随着日本基督教团的成立，该教堂正式改名为“日本基督教团札幌教会”。随着日本在第二次世界大战的战败，日本国内许多教派纷纷脱离日本基督教团的管理，但札幌教堂仍然留在该联合会之内。
1979年是札幌教堂创建90周年，当时开设了“生命电话”。次年，钢筋混凝土结构的4层札幌教堂明星馆竣工落成。1989年，为了纪念札幌教堂创立100周年，礼拜堂内安装了管风琴，并对礼拜堂和明星馆等进行了整修。
因为其历史价值，札幌教堂被列入札幌市都市景观重要建筑物（札幌市第7号）。另外在1988年札幌建市120年周年时，被列入“札幌乡土文化百选”。1998年，被列入国家登录有形文化财（登记编号：01-0008）。2014年，教堂迎来了建成110周年。

## 交通方法
- 最接近的车站为札幌市营地下铁东西线的“巴士站前站”或“大通站”[1]。

## 周边主要设施
- 札幌市时计台
- 札幌市民交流广场
- 北海道中央巴士札幌车站
- 札幌工厂
- 札幌电视塔

## 脚注
1. 1 2 3 4 5  交通方法 （页面存档备份，存于） 日本基督教团札幌教堂，浏览于2023年3月21日。
2. 1 2 3 4 5 6 7  教会案内 （页面存档备份，存于） 日本基督教団札幌教会，浏览于2023年3月21日。

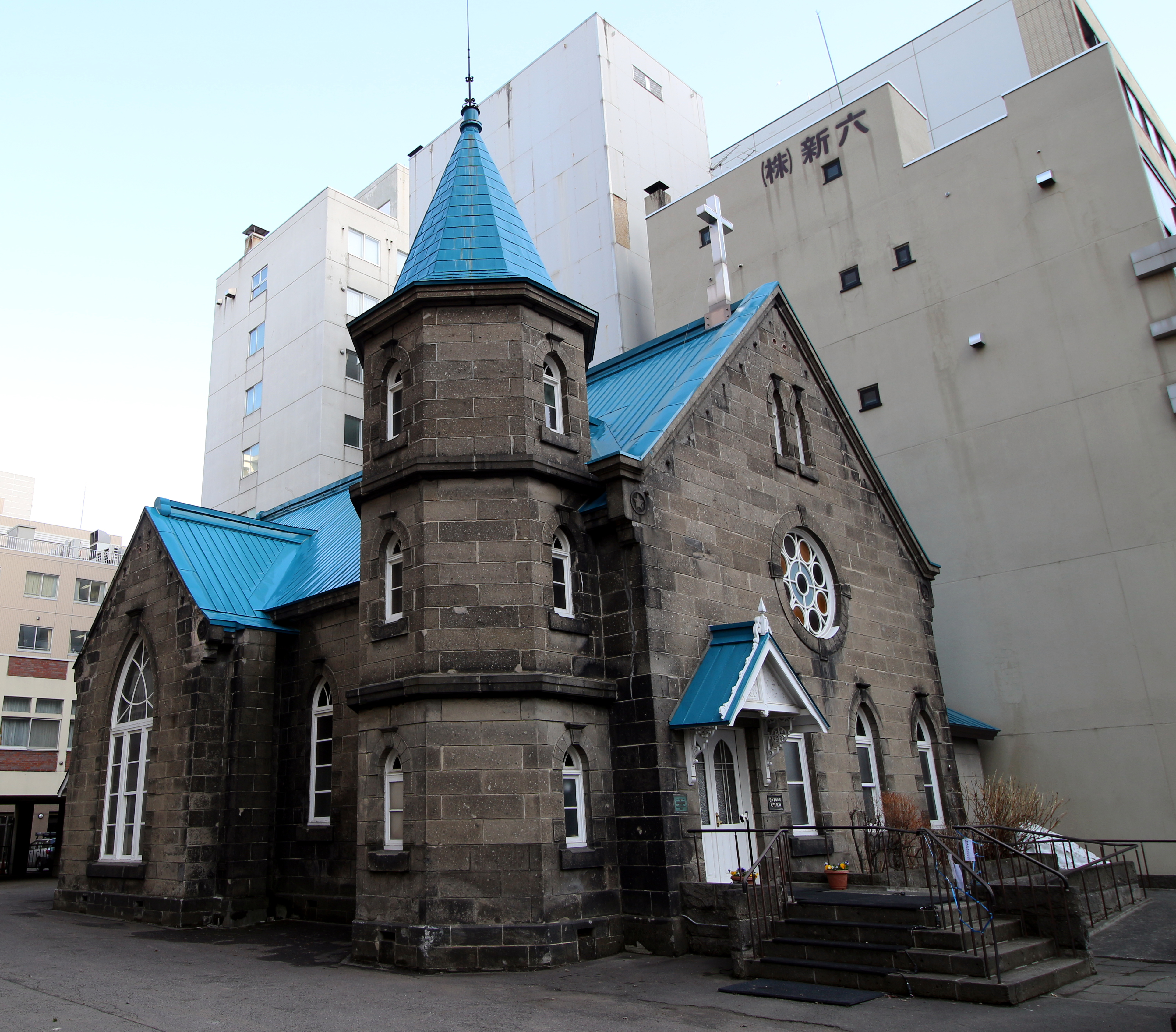
日本基督教团札幌教堂。拍摄自创成川通一侧。

3. ↑  日本キリスト教団札幌教会（旧札幌美以教会堂） （页面存档备份，存于） 国指定文化财数据库

## 关联条目
- 日本基督教团
- 威廉·史密斯·克拉克
  - 札幌农学校
- 循道宗